# BRP Gabriela Silang (OPV-8301)
Le BRP Gabriela Silang (OPV-8301) est un navire de patrouille offshore (Offshore Patrol Vessel ou OPV) de la Garde côtière philippine. Il a été construit par la société Ocea (Les Sables-d'Olonne, France). Il a été nommé en hommage à Gabriela Silang, une révolutionnaire qui s'était illustrée pendant la lutte pour l'indépendance des Philippines contre l'Espagne. La conception du navire est basée sur l'OPV-270 Mk II. Le navire, qui a été dévoilé pour la première fois à l'Euronaval 2014, est le premier navire de patrouille offshore et le navire le plus grand et le plus moderne de la Garde côtière philippine.
Le patrouilleur a été livré à la Garde côtière philippine le 18 décembre 2019. D'une longueur de 84 mètres, il détient actuellement le titre d'OPV à coque en aluminium le plus long du monde.

## Historique
Au cours de la croisière de livraison du navire, il a effectué une escale technique à Malte, où le navire a été invité à attendre les instructions du gouvernement philippin, car il était envisagé d'être déployé au Moyen-Orient pour évacuer les citoyens philippins en cas d'escalade des hostilités entre les États-Unis et l'Iran.
Il a été transféré à Catane, en Sicile, en Italie, car il a également reçu pour instruction d'être en attente depuis la guerre civile en cours en Libye, la capitale du pays, Tripoli, ayant été assiégée, obligeant les fonctionnaires et les travailleurs de l'ambassade des Philippines à évacuer.
Avec l'amélioration de la situation des Philippins de Libye, le navire a reçu l'ordre de rentrer aux Philippines, en passant par le canal de Suez en Égypte et en effectuant une autre escale technique à Colombo, au Sri Lanka.
Le navire a atteint les eaux philippines le 6 avril 2020 et s'est rendu à Manille le 7 avril 2020, où il a été accueilli par des navires et des avions de la Garde côtière philippine au large de la baie de Manille. Son arrivée à Manille a été discrète, sans cérémonie en raison de la pandémie de Covid-19, bien que les médias aient été autorisés à enregistrer son arrivée.

### Mise en service
Le secrétaire aux transports Arthur P. Tugade et le commandant de la Garde côtière, l'amiral Joel S.Garcia, ont dirigé la cérémonie de mise en service discrète du BRP Gabriela Silang (OPV-8301) le 13 avril 2020.
Au plus fort de la mise en quarantaine, la garde côtière utilisera le BRP Gabriela Silang pour transporter les agents de santé de première ligne, les fournitures médicales et les médicaments vers les hôpitaux régionaux du pays.